# 読売巨人軍90周年記念親善試合
「読売巨人軍90周年記念親善試合」（よみうりきょじんぐん90しゅうねんきねんしんぜんじあい、英: 2024 YOMIURI GIANTS 90TH ANNIVERSARY BASEBALL GAME IN TAIWAN、繁: 讀賣巨人軍90週年紀念 台灣試合）は、2024年3月2日と3月3日に中華民国（台湾）の台北市・台北ドームにて行われる、プロ野球の日台交流試合である。トヨタ自動車と台湾の国瑞汽車の合弁現地法人であるTOYOTA TAIWANがタイトルスポンサーとなり「TOYOTA 2024 讀賣巨人軍90周年紀念 台灣試合」として開催された。

## 概要
本大会は、日本プロ野球・読売ジャイアンツが2024年に創設90周年（1934年・大日本東京野球俱楽部として設立）を迎えるのと、台北ドームの竣工を記念して、読売ジャイアンツと中華職業棒球連盟（台湾プロ野球）が共同主催して交流試合を企画したものである。戦後、読売ジャイアンツ1軍の選手が台湾に遠征するのは史上初。
- 指導：台北市、中華職業棒球連盟[2]
- 主催：
  - 読売新聞社、読売巨人軍
  - udnFunLife（中華民国の大手新聞社「聯合報」グループのデジタル産業分野の株式会社[4]）
- 協賛：台北市政府体育局(中国語版)、中信ブラザーズ、楽天モンキーズ
- タイトルスポンサー：TOYOTA TAIWAN
- 指定チケット販売：udnチケット
- 指定ホテル：オークラ プレステージ台北

## 対戦カード
- 2024年3月2日 現地17時05分・日本時間18時05分開始　読売ジャイアンツ対中信兄弟
- 2024年3月3日 現地17時05分・日本時間18時05分開始　読売ジャイアンツ対楽天モンキーズ

※両試合とも台北ドーム

## 日本での放送
2試合とも日本テレビ放送網の製作により、スカパー!・ケーブルテレビ向け「日テレジータス」とスカパー!番組配信（インターネット動画配信サービス）を通して生中継